# Rhophitulus pygidialis
Rhophitulus pygidialis är en biart som först beskrevs av Joseph Vachal 1909.  Rhophitulus pygidialis ingår i släktet Rhophitulus och familjen grävbin. Inga underarter finns listade i Catalogue of Life.